# The Original Bootlegs
 (septembre 2020).
Si vous disposez d'ouvrages ou d'articles de référence ou si vous connaissez des sites web de qualité traitant du thème abordé ici, merci de compléter l'article en donnant les références utiles à sa vérifiabilité et en les liant à la section « Notes et références ».
Au cours du Original Sinsuality Tour pendant le printemps et l'été 2005, Tori Amos enregistre six concerts qui sortent sous forme de double CD avec un packaging sobre mais une qualité sonore bien meilleure que certains bootlegs non officiels, nommé The Original Bootlegs.

## Auditorium Theatre Chicago (15 avril 2005)
CD 1
1. Original Sinsuality
2. Father Lucifer
3. Mother Revolution
4. Yes, Anastasia
5. Apollo’s Frock
6. Parasol
7. Mother
8. Operator
9. Circle Game
10. Cars & Guitars

CD 2
1. Space Dog
2. Marianne
3. Barons Of Suburbia
4. Cool On Your Island
5. The Beekeeper
6. Honey
7. Sweet The Sting
8. Cloud On My Tongue
9. Ribbons Undone

## Royce Hall Auditorium, Los Angeles (25 avril 2005)
CD 1
1. Original Sinsuality
2. Silent all these years
3. Parasol
4. Doughnut Song
5. Yes, Anastacia
6. Jamaica Inn
7. Cool on your island
8. Livin' on a Prayer (reprise de Bon Jovi)
9. All through the night (reprise de Cyndi Lauper)

CD 2
1. Barons of Suburbia
2. Take to the Sky
3. Cloud on my Tongue
4. Ruby Through the Looking-Glass
5. The Beekeeper
6. Tear in your Hand
7. Toast
8. Sweet the Sting
9. Twinkle

## Paramount Theatre, Denver (19 avril 2005)
CD1
1. Original Sinsuality
2. Little Amsterdam
3. Icicle
4. Your Cloud
5. Jamaica Inn
6. Father Lucifer
7. Cool On Your Island
8. I Ran
9. Suzanne

CD2
1. The Power Of Orange Knickers
2. Cloud On My Tongue
3. Space Dog
4. Parasol
5. Carbon
6. The Beekeeper
7. Leather
8. Putting The Damage On

## Manchester Apollo, Manchester (5 juin 2005)
CD1
1. Original Sinsuality
2. Little Amsterdam
3. Leather
4. Beauty Queen
5. Horses
6. Liquid Diamonds
7. Suede
8. Strange
9. Don't Look Back in Anger
10. My Favorite Things

CD2
1. Winter
2. Carbon
3. Ribbons Undone
4. Spring Haze
5. The Beekeeper
6. Not The Red Baron
7. Never Seen Blue
8. Sweet The Sting

## Hammersmith Apollo, Londres (4 juin 2005)
CD 1
1. Original Sinsuality
2. Father Lucifer
3. Icicle
4. Mother Revolution
5. Take to the Sky
6. Yes, Anastasia
7. Bells for Her
8. Father Figure
9. Like A Prayer

CD 2
1. Winter
2. Cooling
3. Jamaica Inn
4. Witness
5. The Beekeeper
6. Sweet the Sting
7. Rattlesnakes
8. Hoochie Woman
9. Hey Jupiter

## B of A Pavilion, Boston (21 août 2005)
CD1
1. Original Sinsuality
2. Caught A Lite Sneeze
3. Amber Waves
4. Martha's Foolish Ginger
5. Winter
6. Pancake
7. Cool On Your Island
8. Total Eclipse Of The Heart
9. Angie

CD2
1. Barons of Suburbia
2. Garlands
3. Tear In Your Hand
4. The Beekeeper
5. Dream On
6. Pretty Good Year
7. Playboy Mommy
8. 1,000 Oceans